# Люкс Паскаль
Люкс Бальмаседа Паскаль (англ. Lux Balmaceda Pascal; нар. 4 червня 1992, Оріндж, Каліфорнія, США) — американсько-чилійська актриса та трансгендерна активістка. Вона відома своїми ролями в чилійських телесеріалах «Двадцять з чимось у 40» і «Хуана Брава» та чилійській драмі «Принц».

## Раннє та особисте життя
Люкс народилася в Каліфорнії під ім'ям Лукас Бальмаседа у сім'ї чилійців Хосе Бальмаседи Рієри та Вероніки Паскаль Урета. Вона є членом родини Бальмаседа, політично впливової родини, яка була частиною кастильсько-баскської аристократії. Її батьків було вислано з Чилі після перевороту 1973 року через зв'язок матері з Андресом Паскалем Альєнде, лідером Чилійського революційного лівого руху, який був її двоюрідним братом. Люкс є наймолодшою із чотирьох братів і сестер, включаючи актора Педро Паскаля. Коли їй було три роки, її родина повернулася до Чилі, де вона відвідувала коледж Святого Георгія.
У 2010 році Люкс почала вивчати театральне мистецтво в Папському католицькому університеті Чилі. У травні 2023 року вона закінчила Джульярдську школу зі ступенем магістра акторської майстерності.
У лютому 2021 року Люкс публічно оголосила, що вона — трансгендерна жінка, і змінила ім'я, щоб відобразити прізвище по матері. З 2011 року вона у стосунках з актором Хосе Антоніо Раффо.

## Кар'єра
У 2014 році, на четвертому курсі навчання на театральному, Люкс дебютувала на сцені у п'єсі Пабло Ротемберга «Вперта ніч» (ісп. La noche obstinada). Того ж року вона отримала свою першу телевізійну роль у серіалі «80-ті» каналу «Canal 13», де вона зіграла «Акселя Міллера». У 2015 році вона знялася в мильній опері TVN «Хуана Брава», а наступного року зіграла в мильній опері «Двадцять з чимось у 40» на Canal 13. Люкс дебютувала в кіно у 2016 році у фільмі «Тест на ставлення» режисерів Фабріціо Копано і Аугусто Матте.
У 2017 році Люкс вперше з'явилася в міжнародному серіалі, зігравши роль Еліаса в третьому сезоні серіалу Netflix «Нарко» разом зі своїм братом Педро.

## Театр
- 2014: La noche obstinada
- 2017: Tebas Land
- 2019: Kassandra

## Фільмографія

### Кіно
| Рік  |    | Українська назва            | Оригінальна назва             | Роль            |
| ---- | -- | --------------------------- | ----------------------------- | --------------- |
| 2011 | ф  | Baby Shower                 | ісп. Baby Shower              |                 |
| 2016 | ф  | Нескінченна поезія          | ісп. Poesía sin fin           | хлопець         |
| 2016 | кф | З любов'ю                   | ісп. Con Amor                 | хлопець         |
| 2016 | ф  | Тест на ставлення           | ісп. Prueba De Actitud        | Бенджамін       |
| 2018 | ф  | Перероблені життя           | ісп. Vidas Recicladas         | Генрі           |
| 2019 | ф  | Я не хочу бути твоїм братом | ісп. No quiero ser tu hermano | Начо            |
| 2019 | ф  | Вона — Крістіна             | ісп. Ella es Cristina         | Ніколас         |
| 2019 | ф  | Принц                       | ісп. El príncipe              | Денні Ель Русіо |
| 2024 | ф  |                             | англ. Bust                    | Рубі            |

### Телебачення
| Рік       |   | Українська назва           | Оригінальна назва                    | Роль                           |
| --------- | - | -------------------------- | ------------------------------------ | ------------------------------ |
| 2014—2014 | с | 80-ті                      | ісп. Los 80                          | Аксель/Феліпе Мюллер / 6 серій |
| 2014—2015 | с | Хуана Брава                | ісп. Juana Brava                     | Дієго / 11 серій               |
| 2016—2016 | с | Двадцять з чимось у 40     | ісп. Veinteañero a los 40            | Валентин / 11 серій            |
| 2017—2017 | с | 12 днів, які потрясли Чилі | ісп. 12 días que estremecieron Chile | роль / 1 серія                 |
| 2017—2017 | с | Нарко                      | англ. Narcos                         | Еліас / 2 серії                |
| 2018—2018 | с | Сантьяго паранормальний    | ісп. Santiago paranormal             | 1 серія                        |
| 2019—2019 | с | Невидимі герої             | ісп. Héroes invisibles               | Ерік / 6 серій                 |
| 2019—2020 | с | Зграя                      | ісп. La jauría                       | Бенджамін / 8 серій            |